# Italo Balbo

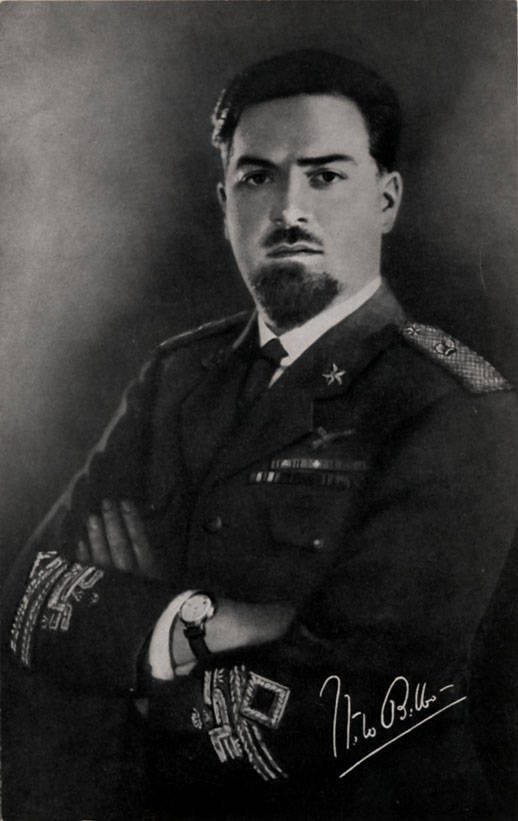
Italo Balbo (1930er)

Italo Balbo (* 6. Juni 1896 in Quartesana, Ferrara; † 28. Juni 1940 bei Tobruk) war ein italienischer faschistischer Politiker und Luftfahrtpionier. Als Luftwaffenminister (1929–1933) und Luftmarschall war er eine zentrale Figur beim Aufbau der italienischen Luftwaffe, der Regia Aeronautica. Von 1934 bis 1940 war Balbo Generalgouverneur von Italienisch-Libyen.

## Leben
Im Ersten Weltkrieg war er Offizier bei den Alpini und wurde mehrfach ausgezeichnet. Nach dem Krieg studierte er Sozialwissenschaften in Florenz und wurde dann Bankangestellter in Ferrara.

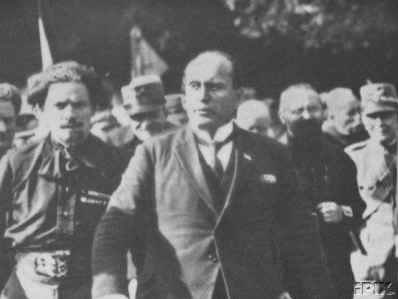
Balbo (l.) neben Mussolini (1923)

Vor der Machtübernahme Mussolinis im Oktober 1922 trat er der faschistischen Partei bei und organisierte als Ortsgruppenleiter die Verfolgung von Kommunisten und Sozialisten. Bereits beim Marsch auf Rom war er einer der Parteiführer, 1924 wurde er Chef der faschistischen Miliz, 1925 Staatssekretär im Wirtschaftsministerium.
Obwohl Balbo noch keine Kenntnisse von der Fliegerei hatte, ernannte ihn Mussolini 1926 zum Staatssekretär für das Luftfahrtwesen. Er absolvierte eine Schnellausbildung zum Piloten und war die zentrale Figur beim Aufbau der italienischen Luftwaffe. 1929 wurde er mit nur 33 Jahren Luftfahrtminister. Berühmtheit erlangte er dank seiner Atlantiküberquerungen mit großen Flugzeugformationen. 1931 flog Balbo mit dem Piloten Umberto Maddalena und 12 Savoia-Marchetti S.55 von Orbetello nach Rio de Janeiro, 1933 mit 24 Flugzeugen von Rom nach New York und Chicago. In Chicago wurde die Seventh Street in Balbo Drive umbenannt, Präsident Roosevelt lud ihn zum Essen ein. Mussolini beförderte ihn zum Luftmarschall. In dieser Funktion hatte er auch mit dem deutschen Reichsmarschall Hermann Göring zu tun, mit dem er privat Freundschaft schloss.
Sein Erfolg brachte Italo Balbo bald viel Neid und Missgunst ein. Im Januar 1934 wurde er nach Italienisch-Libyen versetzt, wo er Generalgouverneur wurde. Er bemühte sich, Siedler für die Kolonie zu gewinnen, und war maßgeblich für den Bau der 1822 km langen, später nach ihm benannten Via Balbia verantwortlich.
Balbo hatte als Sohn der Stadt Ferrara gute Beziehungen zu den dort relativ zahlreichen Juden, von denen nach dem „Marsch auf Rom“ 25 dem lokalen Fascio angehörten. Laut dem Historiker Georges Bensoussan sprach sich Balbo im Oktober 1937 vor einer antisemitisch eingestellten Menge aus 2000 Schwarzhemden im Stadion von Tripolis gegen den Antisemitismus aus und sagte, dass seit seiner Kindheit seine drei besten Freunde Juden seien. Balbo berief sich auf einen anwesenden jüdischen Schwarzhemd-Träger, den Architekten Di Segni (einer von sechs anwesenden Juden), und verwies auf dessen verlorenen Arm, den dieser im Krieg für Italien geopfert habe. Balbos Eintreten für die Juden rettete sie nicht vor Verfolgung. 2470 französische und britische Juden wurden Ende 1941 aus Libyen ausgewiesen, einige im Mai 1944 über das Lager Fossoli ins Konzentrationslager Bergen-Belsen gebracht.
Nach dem deutschen Überfall auf Polen wandte er sich vehement gegen Mussolinis Bündnis mit Hitler und befürwortete einen Kriegseintritt Italiens an der Seite Großbritanniens. Balbo starb am 28. Juni 1940 nahe Tobruk, nachdem sein Flugzeug durch Eigenbeschuss von der italienischen Flugabwehr abgeschossen worden war. Bis in die Gegenwart halten Spekulationen an, dass sein Abschuss – anders als offiziell verlautbart – kein Versehen gewesen sein könnte.

## Auszeichnungen
Am 23. November 1933 wurde Balbo der isländische Falkenorden (Großkreuz) verliehen. 1930 erhielt er die Goldene Luftmedaille der FAI.